# STS-1
STS-1 – pierwszy  doświadczalny lot wahadłowca kosmicznego Columbia i pierwszy w historii lot statku kosmicznego wielokrotnego użytku. Misja rozpoczęła się 12 kwietnia 1981, a zakończyła dwa dni później, 14 kwietnia 1981.

## Załoga
źródło
- John W. Young (5)*, dowódca (CDR)
- Robert L. Crippen (1), pilot (PLT)

*(liczba w nawiasie oznacza liczbę lotów odbytych przez każdego z astronautów)
Członkowie załogi kolejnej misji (STS-2) byli załogą zapasową:
- dowódca: Joe H. Engle
- pilot: Richard H. Truly

Zarówno dowódca jak i pilot tej misji zostali wybrani w marcu 1978 roku. John Young był najbardziej doświadczonym astronautą NASA, był wtedy także jedynym astronautą należącym do II klasy. Zadebiutował w kosmosie jako pilot misji Gemini 3, pierwszego załogowego lotu w programie Gemini, potem został dowódcą misji Gemini 10 w 1966 roku. Po zakończeniu lotów Gemini, był pilotem Modułu Dowodzenia misji Apollo 10 w roku 1969, a potem stąpał po Księżycu, jako dowódca misji Apollo 16, w 1972 roku. Potem, w 1974 objął urząd szefa Biura Astronautów, którym był aż do roku 1987.
Robert Crippen dołączył do NASA w roku 1969, po odwołaniu programu Manned Orbiting Laboratory, był debiutantem, pierwszym w kolejce do lotu w kosmos w swojej grupie. Przed przystąpieniem do STS-1, brał udział w Skylab Medical Experiment Altitude Test, pracował także na stanowisku komunikatora kapsuły (CAPCOM) podczas misji ASTP, oraz wszystkich trzech misji Skylab.

## Przygotowania

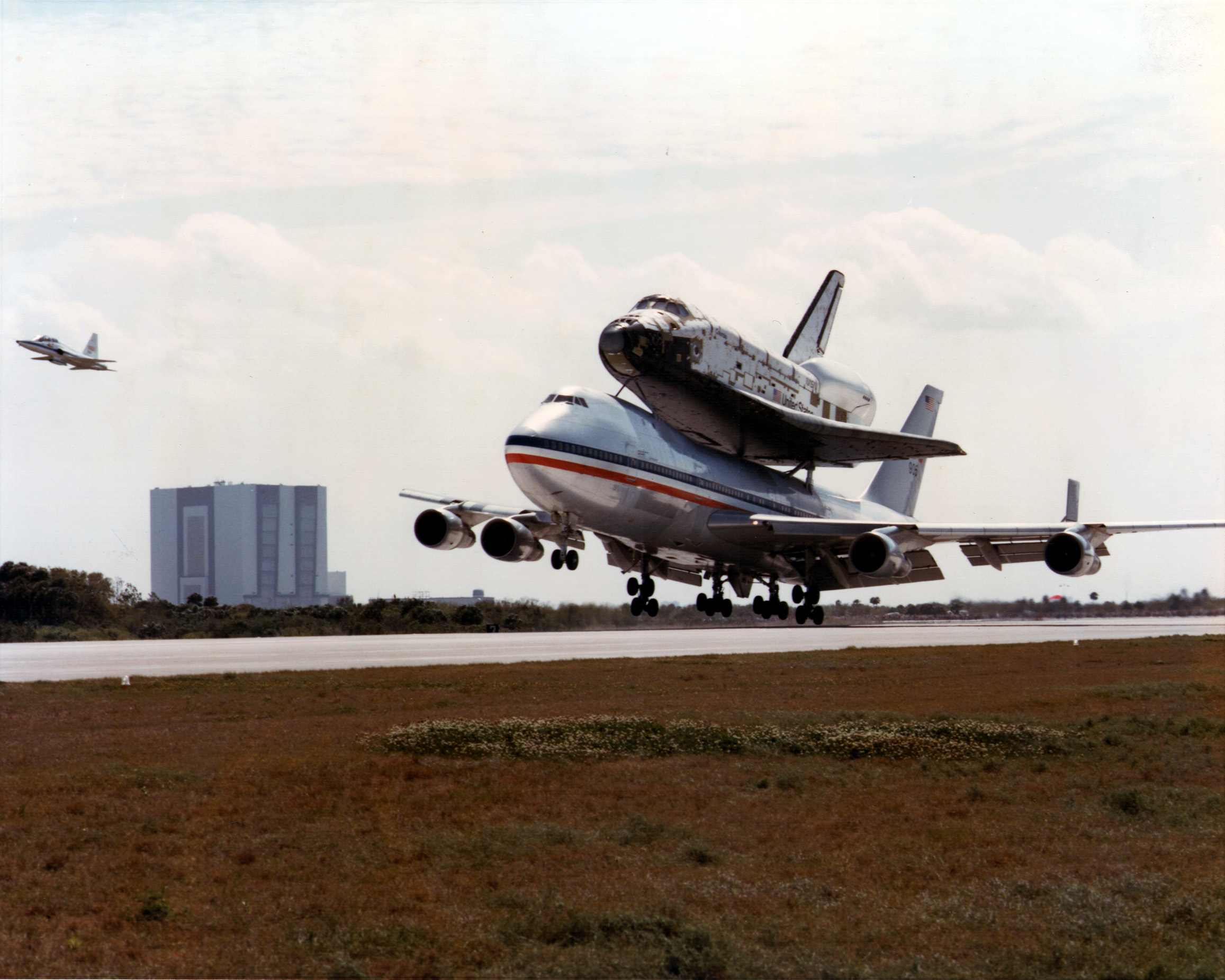
Orbiter Columbia na grzbiecie Boeinga 747-SCA podczas lądowania w SLF

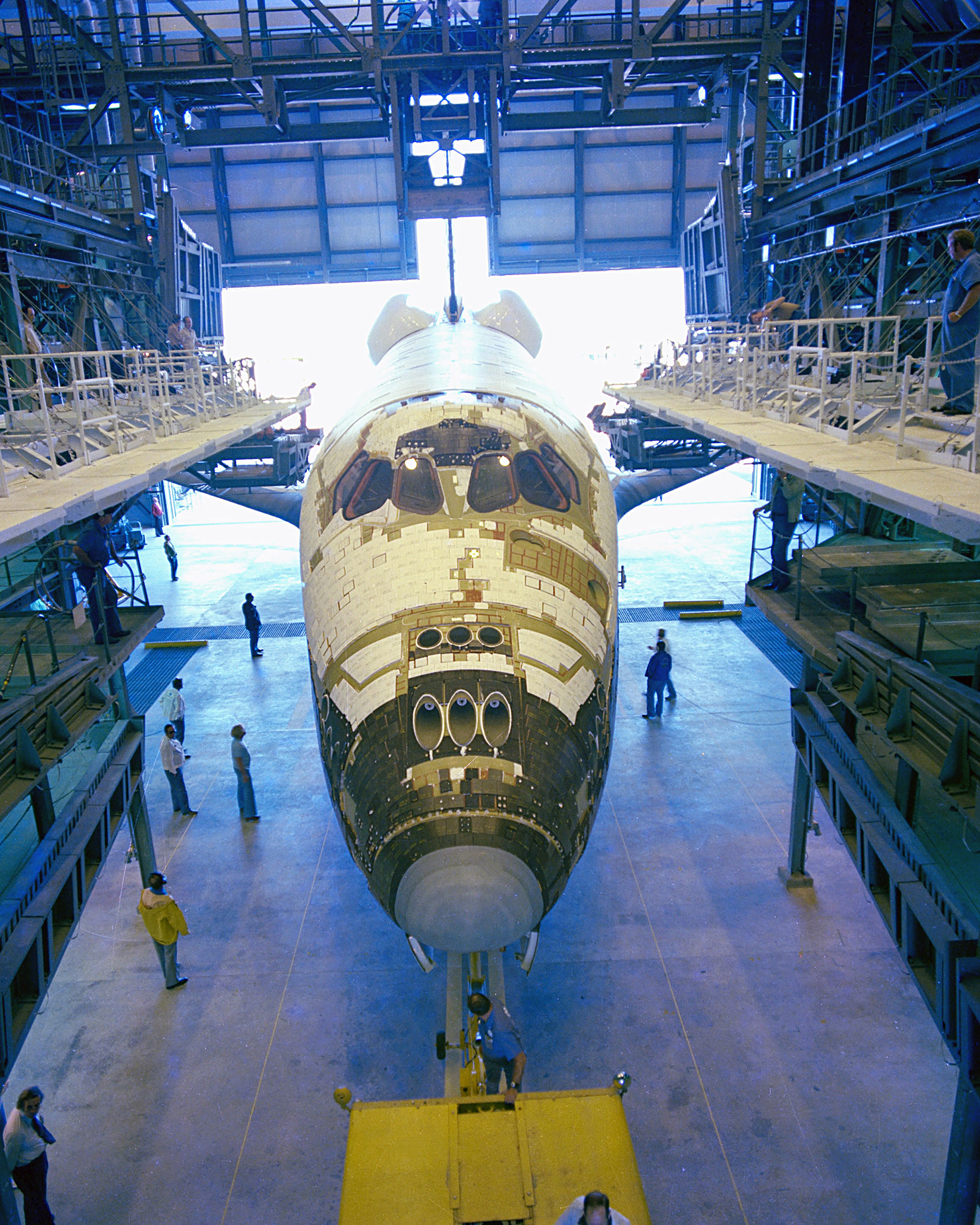
Columbia wjeżdża do hangaru OPF - 25 marca 1979

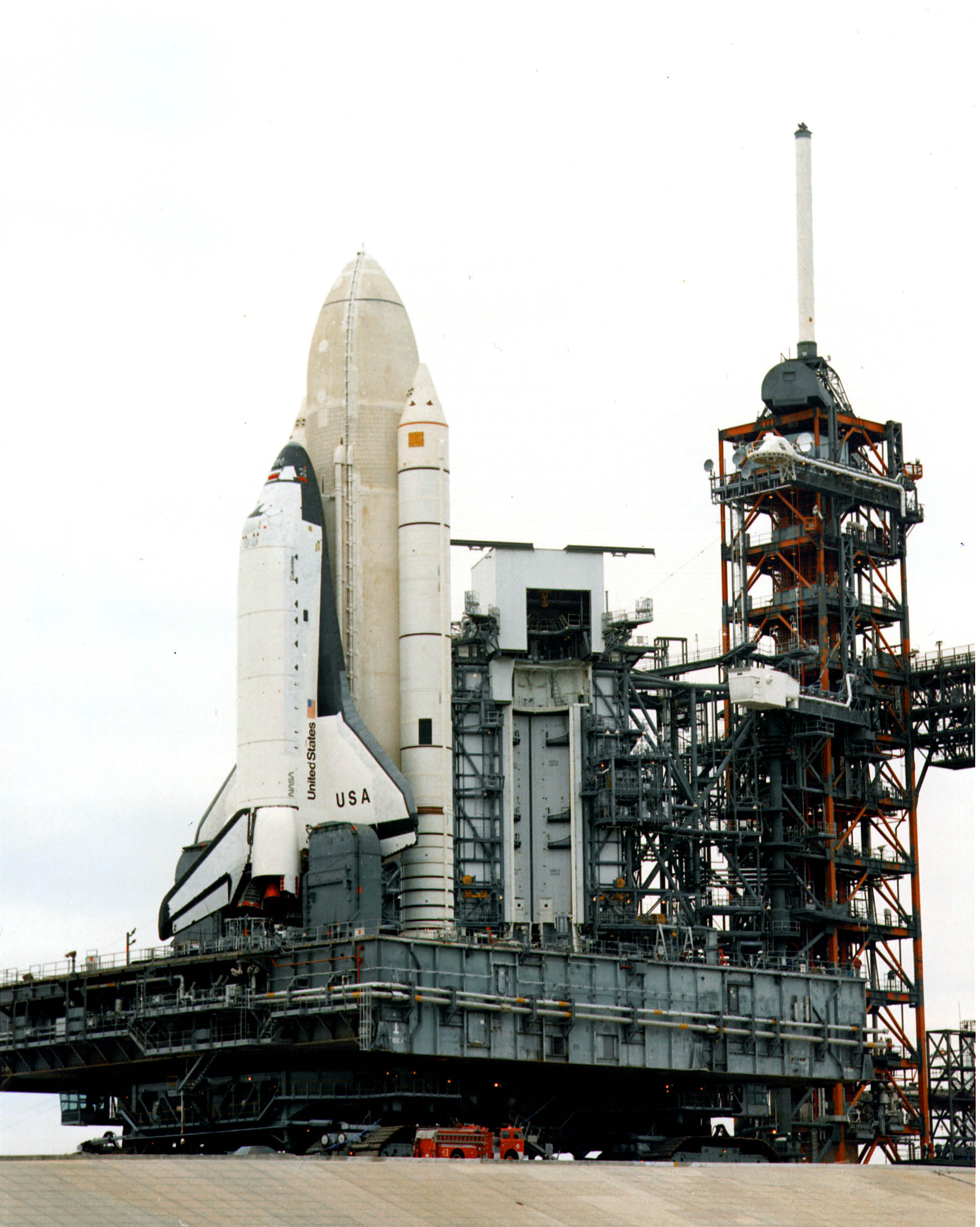
Końcowy etap transportu promu na wyrzutnię LC-39A

Montaż orbitera OV-102 rozpoczęto w Palmdale 27 marca 1975 r. Nieco później otrzymał on nazwę Columbia (symboliczne określenie Ameryki, lądu odkrytego przez Kolumba), pochodzącą od słynnej żaglowej fregaty zwodowanej w 1836 r., jednego z pierwszych okrętów U.S. Navy, który opłynął kulę ziemską. Poza tym nazwę Columbia nosił statek macierzysty misji księżycowej Apollo 11 w 1969 roku.
Na początku realizacji programu Space Shuttle NASA spodziewała się, że pierwszy lot kosmiczny będzie mógł nastąpić już w 1978 r. Sukces programu atmosferycznych lotów próbnych Enterprise pozwalał przypuszczać, że następny orbiter, Columbia wystartuje na orbitę okołoziemską w 1979 roku. W rzeczywistości wydarzenie to nastąpiło dopiero dwa lata później.
Pośrednią przyczyną tak dużego opóźnienia były nękające NASA ograniczenia finansowe i brak rozmachu, tak charakterystycznego dla realizowanego 10 lat wcześniej programu lotów księżycowych Apollo. W społeczeństwie amerykańskim opadła już fala emocji związana z pierwszym etapem podboju przestrzeni kosmicznej, a koniec lat siedemdziesiątych, okres kryzysu energetycznego i niezbyt zręcznej polityki prezydenta Jimmy’ego Cartera nie sprzyjał tego rodzaju przedsięwzięciom.
Oprócz mających miejsce podczas testów problemów z silnikami głównymi orbitera najwięcej problemów stworzył system osłony termicznej TPS (ang. Thermal Protection System). Większa część pojazdu miała być z zewnątrz pokryta bardzo lekkimi płytkami z materiałów ceramicznych (włókna węglowe i krzemionkowe), odpornymi na wysokie temperatury powstające podczas wlotu w atmosferę. W orbiterze Enterprise, który nie był przeznaczony do lotów w kosmos, płytki ceramiczne zastąpiono elementami wykonanymi z pianki poliuretanowej. O ile jednak same płytki zostały dobrze zaprojektowane, to sposób ich połączenia z orbiterem przysporzył wiele trudności.
Na początku 1979 r. kierownictwo NASA zdecydowało, że w celu przyspieszenia prac Columbia zostanie przetransponowana z Palmdale na Przylądek Canaveral. Powodem tej, jak się później okazało, niezbyt trafnej decyzji, była chęć połączenia ostatecznych prac konstrukcyjnych z przygotowaniami do pierwszego startu. W dniu 8 marca 1979 r. orbiter przewieziono na transporterze kołowym z Palmdale do Edwards AFB. Na powierzchni promu kosmicznego brakowało jeszcze około 7800 płytek z ogólnej liczby 34 000. Tymczasowo w pustych miejscach przymocowano za pomocą taśmy samoprzylepnej płytki z pianki z tworzywa sztucznego. Następnego dnia Columbia na grzbiecie Boeinga 747-SCA wykonała siedemnastominutowy lot próbny wokół bazy Edwards, podczas którego zaobserwowano kilka nieprzewidzianych zjawisk, odklejała się taśma samoprzylepna, która łopocząc uderzała o płytki i uszkadzała je. Z niewyjaśnionych początkowo przyczyn 35 płytek odpadło. Podobne zachowanie się elementów osłony termicznej zaobserwowano podczas przelotu na Florydę w dniach 24-25 marca, kiedy niosący Columbię Boeing zatrzymywał się na lotniskach Biggs Army Airfield w El Paso (Teksas), Kelly AFB w San Antonio (Teksas) i Eglin AFB (Floryda).
Jak się wkrótce okazało przyczyną odpadania płytek był podkład wykonany z nomeksowego filcu (płytki nie są mocowane bezpośrednio do aluminiowej, elastycznej konstrukcji orbitera, gdyż mogłyby popękać). Błąd w procesie technologicznym spowodował, że podkład miał zdolność skupiania naprężeń na niewielkim fragmencie płytki, co prowadziło do jej odpadnięcia. Gdy Columbia znalazła się już w budynku Orbiter Processing Facility (OPF) w Centrum Kosmicznym im. Kennedy’ego, rozpoczęto sprawdzanie, które płytki należy przykleić powtórnie. Do każdej z nich przykładano naprężenie zewnętrzne o 40% wyższe od nominalnego. W wyniku tej próby duża część płytek uległa uszkodzeniu, a nawet odpadała.
Ostatecznie na Przylądku Canaveral trzeba było zainstalować około jednej trzeciej wszystkich płytek. Nie było to zadanie łatwe, gdyż na początku jeden pracownik potrzebował 40-48 godzin na zainstalowanie pojedynczej płytki. Z czasem tempo poprawiło się, ale na przeszkodzie stanął brak pracowników. W lecie 1979 r. NASA zatrudniła więc studentów, którzy po przeszkoleniu wzięli udział w przyklejaniu płytek. We wrześniu pracowało przy Columbii około 300 osób, ale na jesieni liczba ich ponownie zmniejszyła się, gdy studentom skończyły się wakacje, a część pracowników Rockwella powróciła do Kalifornii. Stało się jasne, że ostateczny termin ukończenia osłony termicznej przeciągnie się na długo w 1980 r. Tymczasem zmiany wprowadzone w sposobie mocowania płytek zostały sprawdzone w trwającym ponad rok programie lotów próbnych, w których płytki przyklejone do skrzydeł myśliwców F-15 i F-104 poddawano naprężeniom odpowiadającym 140% wartości oczekiwanej.
Columbia przybyła na Przylądek Canaveral bez ponad 3000 elementów, w tym trzech silników głównych SSME. Końcowa faza montażu trwała przez większą część 1980 roku. W dniach 2-16 czerwca 1980 r. przeprowadzono indywidualne próby trzech silników głównych, każda trwająca 520 sekund, po czym między 19 a 26 lipca 1980 roku zainstalowano je w Columbii.
Późną jesienią 1980 r. orbiter był już właściwie ukończony. 24 listopada przewieziono go z budynku OPF do hali montażowej VAB, gdzie 26 listopada 1980 r. został połączony z rakietami wspomagającymi i zbiornikiem zewnętrznym. W dniu 29 grudnia transporter gąsienicowy przewiózł kompletny wahadłowiec na stanowisko startowe 39A. Wszystkie ostateczne próby przedstartowe przebiegały znacznie szybciej niż dotychczasowe przygotowania. Przeprowadzono próbne odłączenie pojazdu od oprzyrządowania wyrzutni (przejście na własne zasilanie, itp.). W dniach 21-23 stycznia 1981 r. wykonano próbne napełnienie i opróżnienie zbiornika ET. Podczas tankowania od zbiornika odkleił się pokaźny płat izolacji termicznej. Wobec możliwości przyklejenia go bez konieczności cofania pojazdu do hali montażowej NASA przesunęła planowany termin pierwszego startu z 17 marca 1981 r. na 4 kwietnia (późniejsze problemy techniczne opóźniły tę datę do 10 kwietnia). W dniu 20 lutego przeprowadzono trwającą 20 sekund statyczną próbę silników głównych stojącej na wyrzutni Columbii.
W dniu 19 marca 1981 roku podczas prób symulowanego startu pojazdu wydarzył się tragiczny wypadek: dwóch techników weszło do wnętrza napełnionego azotem przedziału silnikowego orbitera. W wyniku silnego zatrucia jeden zmarł jeszcze tego samego dnia, a drugi 4 kwietnia. Tragedia ta nie wpłynęła jednak na przebieg przygotowań przedstartowych.

## Sprzęt
- Rakieta dodatkowa na paliwo stałe systemu STS: BI-001
- SRM: 001SW (SPM)
- Zbiornik zewnętrzny promu kosmicznego: 2/SWT-1
- MLP: 1
- SSME-1: SN-2007
- SSME-2: SN-2006
- SSME-3: SN-2005

## Parametry lotu
źródło
- Masa:
  - startowa orbitera: 99 453 kg
  - lądującego orbitera: 88 662 kg
  - ładunku: 4909 kg
- Perygeum: 240 km
- Apogeum: 251 km
- Inklinacja: 40,3°
- Okres orbitalny: 89,4 min.

## Opis misji

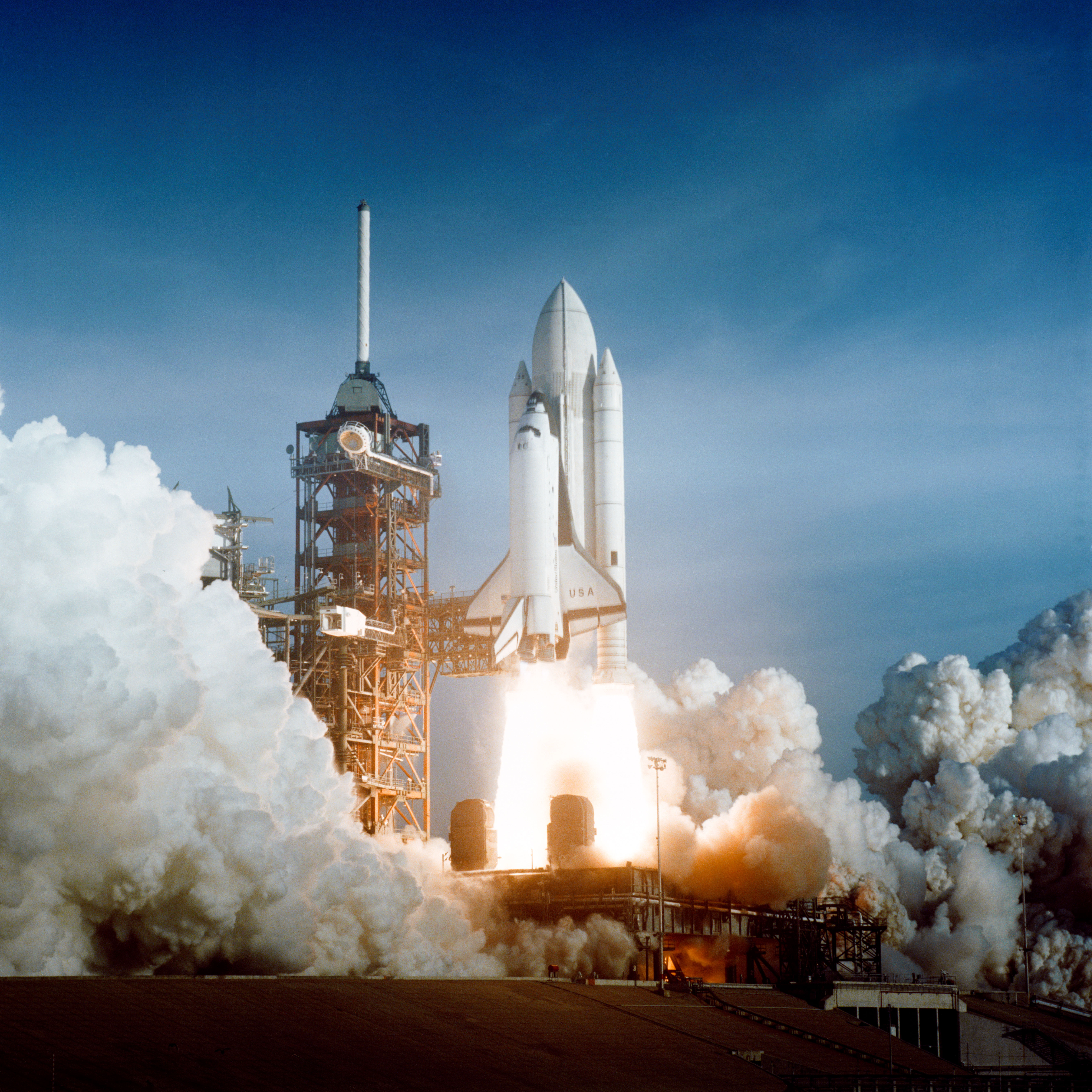
Start Columbii 12 kwietnia 1981

W piątek, 10 kwietnia 1981 r. wyznaczona załoga misji STS-1, astronauci John Young i Robert Crippen zajęli miejsca w kabinie wahadłowca. Tego dnia nie doszło jednak do startu: drobna niesprawność jednego z komputerów pojazdu zmusiła do odroczenia terminu rozpoczęcia lotu. W niedzielę 12 kwietnia o godzinie 7:00 rano czasu wschodnioamerykańskiego w obecności około miliona widzów obecnych na Przylądku Canaveral Columbia wzniosła się w niebo na słupie ognia i dymu, rozpoczynając erę pojazdów kosmicznych wielokrotnego użytku.
Był to pierwszy start pojazdu wielokrotnego użytku, ale także pierwsze użycie silników dodatkowych na paliwo stałe w misjach załogowych.
Celem misji było wypróbowanie wszystkich systemów pojazdu, wprowadzenie go na orbitę i bezpieczne lądowanie. Wszystkie te cele zostały spełnione, dowodząc skuteczności projektu promu kosmicznego.
Jedynym ładunkiem były instrumenty kontrolujące lot (ang. Development Flight Instrumentation - DFI) – zestaw czujników i urządzeń pomiarowych, które na bieżąco badały naprężenia występujące w czasie startu, lotu orbitalnego i lądowania.
W czasie lotu prom okrążył Ziemię 37 razy. Lądowanie odbyło się 14 kwietnia 1981 r. o godzinie 20:20:57 czasu polskiego. Wylądował na bieżni 23 Edwards AFB w Kalifornii. Misja trwała 2 dni, 6 godzin, 20 minut i 53 sekundy.
Oględziny po misji wykazały, że w wyniku nadciśnienia wywołanego przy odpaleniu silników na paliwo stałe odpadło szesnaście płytek ochrony termicznej, a dalsze 148 zostało uszkodzone. Jednakże we wszelkich innych aspektach Columbia pozostała bez szwanku.
Columbia powróciła do Centrum Kosmicznego im. Johna F. Kennedy’ego drogą lotniczą, na grzbiecie Boeinga 747.

## Emblemat
Emblemat używany jako oznaczenie misji został zaprojektowany przez artystę Roberta McCalla.

## Rocznica
Aby upamiętnić pierwszy lot pojazdem kosmicznym wielokrotnego użytku, a także pierwszy lot człowieka w przestrzeń kosmiczną, corocznie 12 kwietnia obchodzona jest Noc Jurija.

## Media

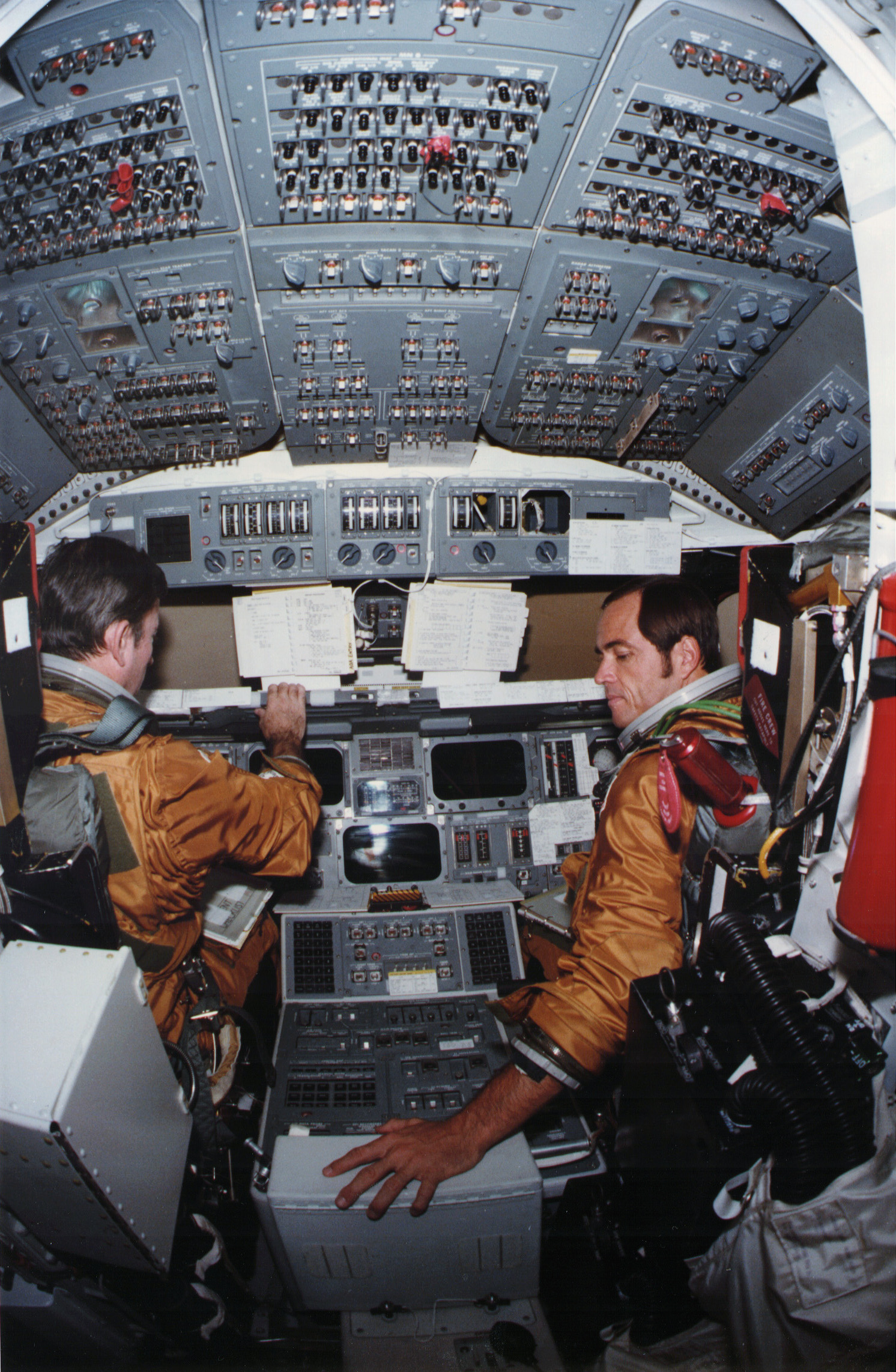
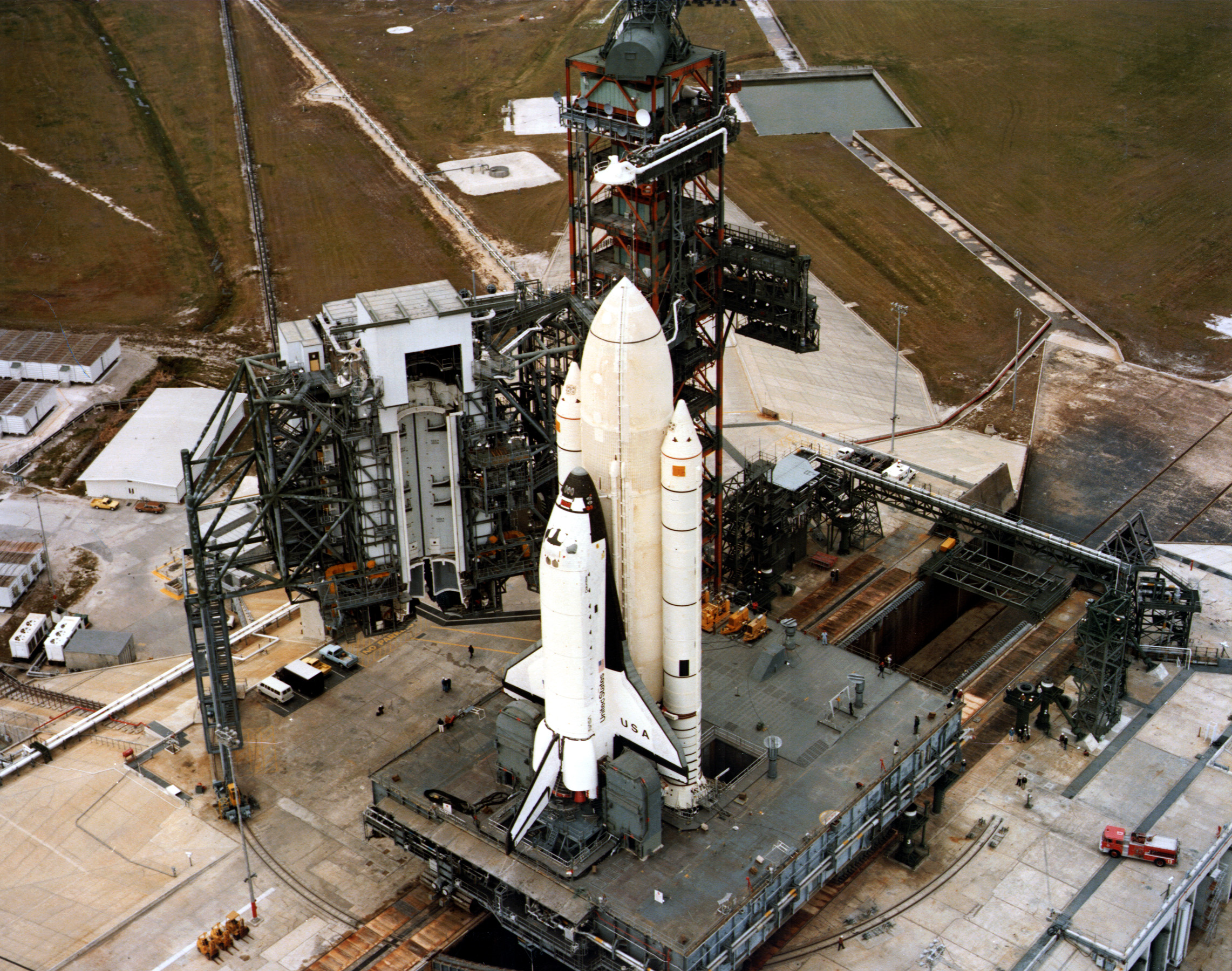
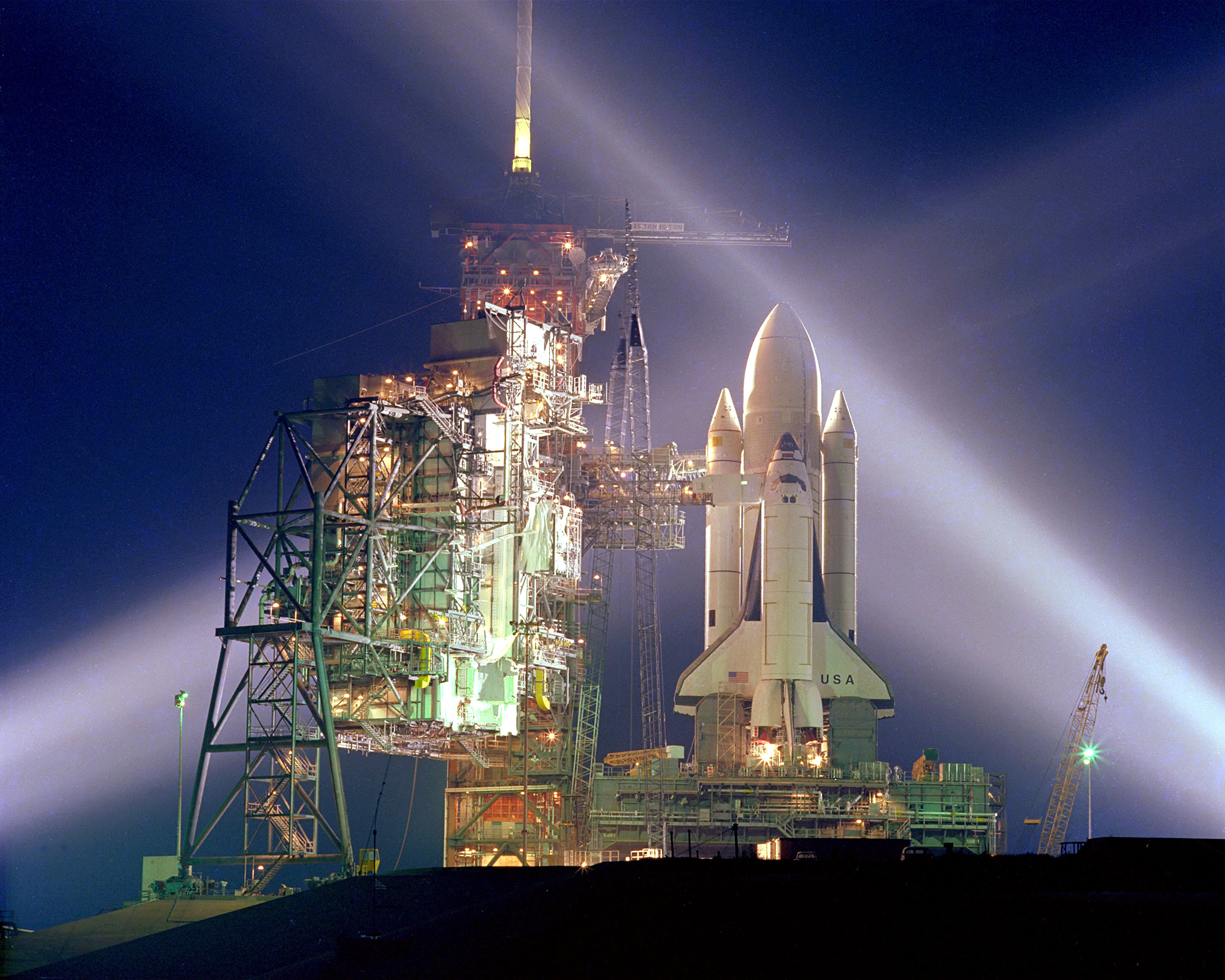
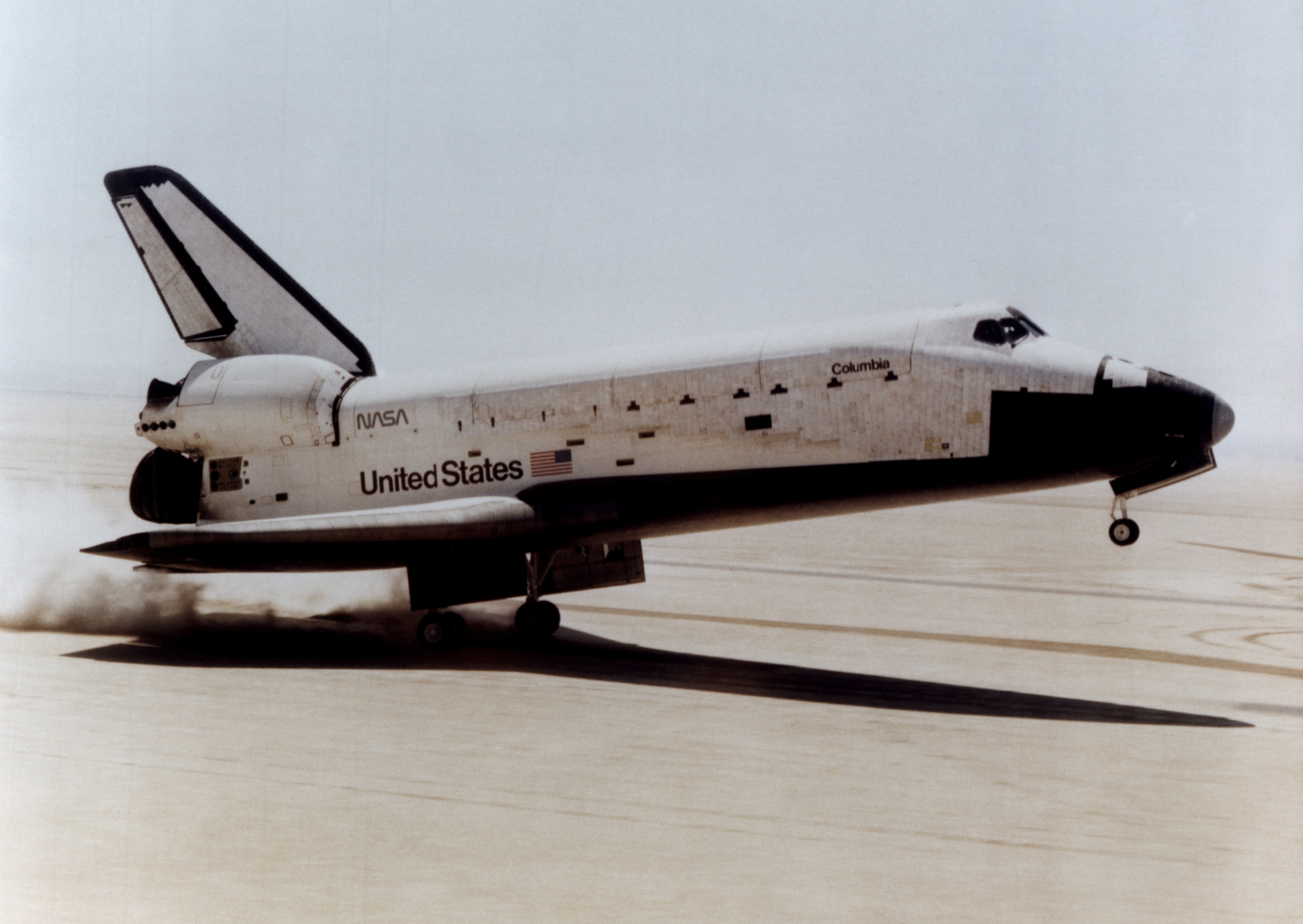
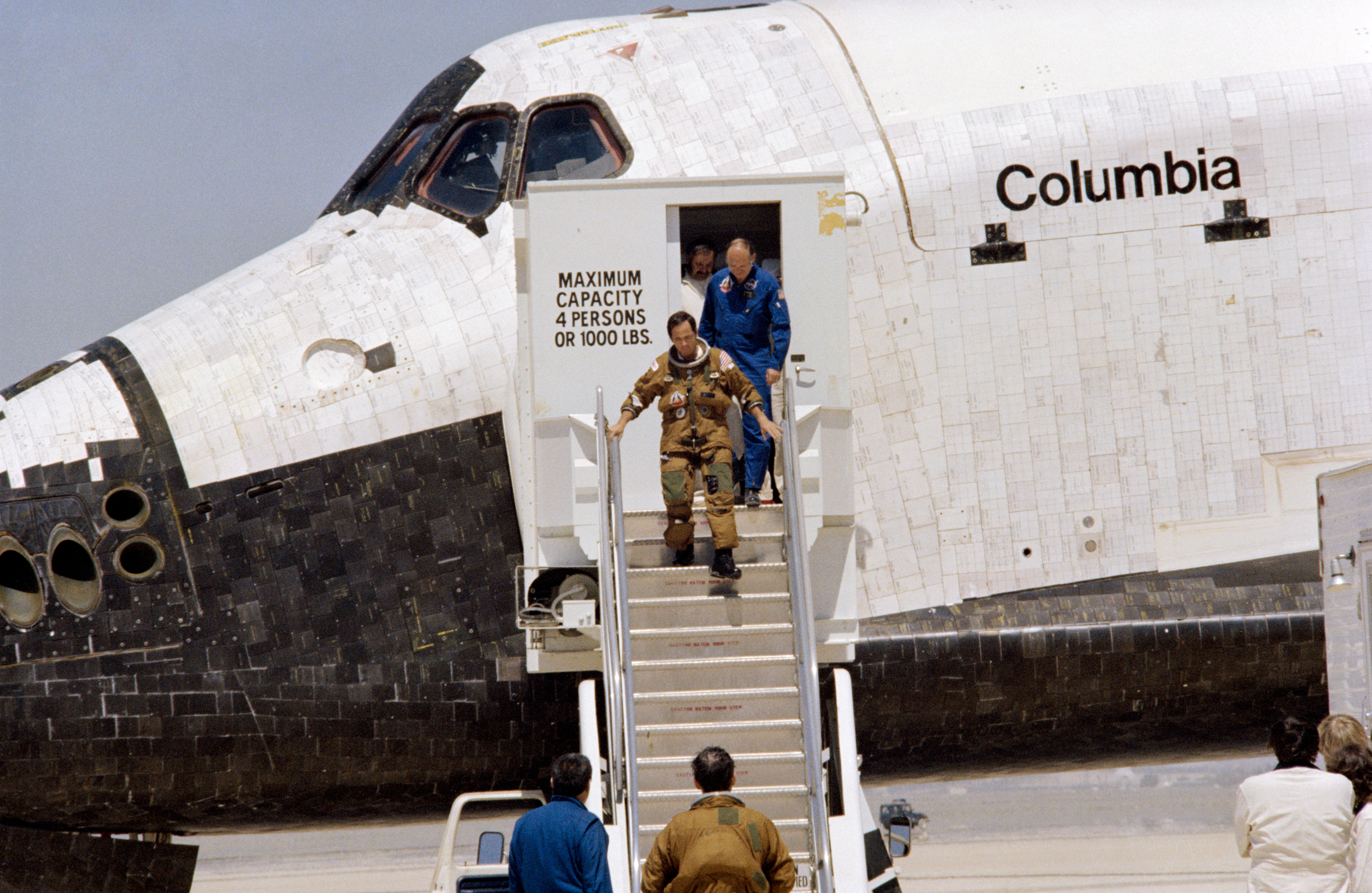